# Augenwachtel
Die Augenwachtel (Caloperdix oculeus) ist eine Art aus der Familie der Fasanenartigen. Sie ist die einzige rezente Vertreterin der Gattung Caloperdix und kommt in Südostasien vor. Es werden drei Unterarten für diese Art unterschieden. Die Art ähnelt den Waldrebhühnern, ihr fehlt jedoch unter anderem der unbefiederte Fleck hinter den Augen, der für diese Gattung charakteristisch ist, und sie hat kräftige Sporne an den Füßen. Die Art gilt als bedroht, da ihr Lebensraum zunehmend zerstört wird.

## Erscheinungsbild
Die Augenwachtel erreicht eine Körperlänge von 23 bis 27 Zentimetern. Sie wiegt etwa 230 Gramm. Es existiert kein Sexualdimorphismus. Kopf, Nacken, Brust und die Flanken sind kräftig rotbraun, die Kehle und die Kopfseiten sind etwas blasser. Die Bauchmitte ist aufgehellt, die Brustseiten und der Mantel sind schwarz, wobei die einzelnen Federn weiß gesäumt sind. Auf den hinteren Flanken finden sich dunkle Flecken und auf den Unterschwanzdecken dunkle Querstreifen. Die Flügel sind olivbraun, und jede einzelne Feder weist einen tropfenförmigen bis runden Fleck auf.

## Verbreitung und Lebensraum
Das Verbreitungsgebiet der Augenwachtel reicht vom extremen Süden Myanmars bis in den Süden der Halbinsel Thailands sowie über die Malaiische Halbinsel bis nach Sumatra und Borneo. Der Lebensraum der Augenwachtel sind immergrüne und halb-immergrüne Regenwälder, Sumpfgebiete, trockene Hügelwälder und Sekundärwald mit Bambusbewuchs. Sie kommt vom Tiefland bis in Höhenlagen von 1200 Metern vor. In weiten Teilen ihres Verbreitungsgebietes ist sie im Tiefland verschwunden. So ist sie in Thailand mittlerweile ein ausgesprochen seltener Hühnervogel. Im malaysischen Tiefland ist ihr Verbreitungsgebiet stark fragmentiert. Auf Sumatra stellen Sekundärwälder mittlerweile ihren wichtigsten Lebensraum dar.

## Lebensweise
Die Lebensweise der Augenwachtel ist bislang weitgehend unerforscht. Auf der Malaiischen Halbinsel wurde sie nach bestätigten Beobachtungen einzeln oder in Paaren gesehen. Es gibt nicht bestätigte Beobachtungen von kleinen Gruppen. Die Nahrung besteht aus Beeren, Sämereien, Gräsern und Käfern. Über die Fortpflanzungsgewohnheiten liegen bislang aus freier Wildbahn nur Einzelbeobachtungen vor. In menschlicher Obhut gepflegte Augenwachteln legen pro Gelege acht bis zehn Eier. Die Brutzeit beträgt 18 bis 20 Tage.

## Belege

### Einzelbelege
1. ↑   Madge et al., S. 271
2. ↑   Madge et al., S. 270